# Resurrección
Resurrección is het tiende muziekalbum van Iconoclasta. De opvolger van La granja humana moest negen jaar op zich laten wachten. Iconoclasta is de vertegenwoordiger uit Mexico binnen de progressieve rock. Het album wijkt sterk af van hun werk uit de jaren tachtig, zo grbuikt de band op dit album zang. Het album is gedurende 2008 opgenomen in de eigen geluidsstudio (Iconostudio) in Mexico-Stad en bevat muziek die een mengeling is van rock, jazzrock, progressieve rock en folk. De teksten (en dus titels) worden in het Mexicaans/Spaans gezongen, hetgeen een doorbraak naar de rest van de muziekwereld in de weg staat. De zangpartijen op het album doen voor westerse oren niet altijd even zuiver aan. Menno von Brucken Fock (DPRP) hoorde hier en daar gelijkenis met de muziek van Yes, maar had moeite met ze zang; de muziek vond hij "bovengemiddeld". De band bedankte alle music die de band de afgelopen 28 jaar had gekend.

## Musici
- Alma Castillo - zang
- Ricardo Moreno – gitaar, synthesizers, zang
- Greta Silver – zang, basgitaar
- Ricardo Ortegón – elektrische gitaar
- Victor Baldovinos – drums, percussie.

| Nr. | Titel                                                                                 | Duur  |
| --- | ------------------------------------------------------------------------------------- | ----- |
| 1.  | Sin Escape (No Escape; Castillo, Moreno)                                              | 3:02  |
| 2.  | Posesión en Cuerpo y Alma (Possessed Body and Soul; Moreno)                           | 4:51  |
| 3.  | Huapanguero; Rodrigo Gonzalez, Castillo, Silva                                        | 5:05  |
| 4.  | Hijo (My Son; Moreno, Silva)                                                          | 4:35  |
| 5.  | Deidad Solar (Solar Deity; Moreno)                                                    | 5;51  |
| 6.  | Huautla- Homenaje a Marie Sabina (Moreno)                                             | 11:19 |
| 7.  | La Resurrección de Maquiavelo (The Resurrection of Machiavelli; Moreno)               | 5:41  |
| 8.  | El Perro de Pavlov (Pavlov’s Dog; Moreno, Castillo, Silva)                            | 5:10  |
| 9.  | La Búsqueda de la Verdad en Sí Mismo (The Search for the Truth within; Moreno, Silva) | 8:32  |
| 10. | La Ética del Verdugo (The Executioner’s Code of Ethics; Moreno, Silva)                | 6:20  |